# L’Espoir (1931)
L’Espoir (Q167) – francuski oceaniczny okręt podwodny z okresu międzywojennego i II wojny światowej, jedna z 31 jednostek typu Redoutable. Okręt został zwodowany 18 lipca 1931 roku w stoczni Arsenal de Cherbourg w Cherbourgu, a do służby w Marine nationale wszedł w lutym 1934 roku. Podczas wojny jednostka pełniła służbę na Morzu Śródziemnym, Atlantyku i Oceanie Indyjskim, a od zawarcia zawieszenia broni między Francją a Niemcami znajdowała się pod kontrolą rządu Vichy. 27 listopada 1942 roku „L’Espoir” został samozatopiony w Tulonie.

## Projekt i budowa
„L’Espoir” zamówiony został na podstawie programu rozbudowy floty francuskiej z lat 1928/1929. Projekt (o sygnaturze M6 ) był ulepszeniem pierwszych powojennych francuskich oceanicznych okrętów podwodnych – typu Requin. Poprawie uległa krytykowana w poprzednim typie zbyt mała prędkość osiągana na powierzchni oraz manewrowość. Okręty typu Redoutable miały duży zasięg i silne uzbrojenie; wadą była ciasnota wnętrza, która powodowała trudności w dostępie do zapasów prowiantu i amunicji. Konstruktorem okrętów był inż. Jean-Jacques Roquebert. „L’Espoir” należał do 2. serii jednostek, które otrzymały silniki Diesla o większej mocy, dzięki czemu osiągały one na powierzchni prędkość 19 węzłów .
„L’Espoir” zbudowany został w stoczni Arsenal de Cherbourg w Cherbourgu (numer stoczniowy Q51) . Stępkę okrętu położono 1 sierpnia 1929 roku , a zwodowany został 18 lipca 1931 roku.

## Dane taktyczno–techniczne
„L’Espoir” był dużym, oceanicznym okrętem podwodnym o konstrukcji dwukadłubowej. Długość całkowita wynosiła 92,3 metra (92 metry między pionami), szerokość 8,2 metra i zanurzenie 4,7 metra. Wyporność standardowa w położeniu nawodnym wynosiła 1384 tony (normalna 1570 ton), a w zanurzeniu 2084 tony. Okręt napędzany był na powierzchni przez dwa silniki wysokoprężne Sulzer o łącznej mocy 7200 KM. Napęd podwodny zapewniały dwa silniki elektryczne o łącznej mocy 2000 KM. Dwuśrubowy układ napędowy pozwalał osiągnąć prędkość 19 węzłów na powierzchni i 10 węzłów w zanurzeniu . Zasięg wynosił 10 000 Mm przy prędkości 10 węzłów w położeniu nawodnym (lub 4000 Mm przy prędkości 17 węzłów) oraz 100 Mm przy prędkości 5 węzłów w zanurzeniu. Zbiorniki paliwa mieściły 95 ton oleju napędowego . Dopuszczalna głębokość zanurzenia wynosiła 80 metrów, a czas zanurzenia 45-50 sekund. Autonomiczność okrętu wynosiła 30 dób .
Okręt wyposażony był w siedem wyrzutni torped kalibru 550 mm: cztery na dziobie i jeden potrójny zewnętrzny aparat torpedowy. Prócz tego za kioskiem znajdował się jeden podwójny dwukalibrowy (550 lub 400 mm) aparat torpedowy . Na pokładzie było miejsce na 13 torped, w tym 11 kalibru 550 mm i dwie kalibru 400 mm . Uzbrojenie artyleryjskie stanowiło działo pokładowe kalibru 100 mm M1925 L/45 oraz zdwojone stanowisko wielkokalibrowych karabinów maszynowych Hotchkiss kalibru 13,2 mm L/76 .
Załoga okrętu składała się z 4 oficerów oraz 57 podoficerów i marynarzy.

## Służba
„L’Espoir” został przyjęty do służby w Marine nationale 1 lutego 1934 roku . Jednostka otrzymała numer burtowy Q167 . 15 czerwca 1939 roku „L’Espoir” nieopodal Cam Ranh uczestniczył w ćwiczeniach wraz z krążownikiem „La Motte-Picquet” i siostrzanym okrętem „Phénix”, podczas których ten ostatni zatonął wraz z całą załogą . W momencie wybuchu II wojny światowej okręt przechodził remont w Sajgonie, który zakończył się 22 października 1939 roku . Dowódcą okrętu był w tym okresie kpt. mar. H.S.A. Tezenas du Montcel . Jednostka wchodziła nominalnie w skład 5. dywizjonu 3. eskadry 1. Flotylli okrętów podwodnych w Tulonie (wraz z siostrzanymi okrętami „Monge” i „Pégase”) . Po zakończeniu remontu „L’Espoir” wyruszył w rejs do Europy, docierając 5 listopada do Singapuru, 13 listopada do Kolombo, by zawijając jeszcze do Dżibuti dotrzeć do Tulonu w grudniu 1939 roku  .
W czerwcu 1940 roku okręt (wraz z „Monge” i „Pégase”) stacjonował w Bizercie w składzie 5. dywizjonu okrętów podwodnych, a jego dowódcą był nadal kmdr ppor. H.S.A. Tezenas du Montcel . 22 czerwca, w dniu zawarcia zawieszenia broni między Francją a Niemcami, jednostka znajdowała się w remoncie, który zakończył się w sierpniu 1940 roku  . 11 października 1940 roku „Vengeur” i „L’Espoir” wypłynęły z Tulonu i w towarzystwie „Pégase” i „Monge” (które tego samego dnia opuściły Bizertę), w eskorcie awiza „La Batailleuse”, pokonały 17 października Cieśninę Gibraltarską i dotarły do Casablanki . 17 stycznia 1942 roku „L’Espoir” wypłynął z Diégo Suarez i razem z bliźniaczymi jednostkami „Vengeur”, „Monge” i „Pégase” udał się do Sajgonu . 27 listopada 1942 roku, podczas ataku Niemców na Tulon, jednostka została samozatopiona.